# Nový Dvůr (Podhořany u Ronova)
Nový Dvůr je malá vesnice, část obce Podhořany u Ronova v okrese Chrudim. Nachází se asi 1,5 km na severovýchod od Podhořan u Ronova. Prochází zde silnice I/17. V roce 2009 zde bylo evidováno 42 adres. V roce 2001 zde trvale žilo 71 obyvatel.
Nový Dvůr leží v katastrálním území Podhořany u Ronova o výměře 5,34 km2.

## Historie
Historie osady Nový Dvůr začíná s výstavbou hospodářského zázemí pro zvířata a uskladnění zemědělského materiálu Podhořanského panství (dnes již Podhořanský zámek neexistuje) . Protože však opakovaně za sebou vyhořel a stavěl se nový, tak se zdejšímu místu začalo říkat Nový Dvůr. Postupně se zde začali usazovat lidé.

## Hospodářství
Nachází se zde čerpací stanice s občerstvením, sportovní letiště Východočeského aeroklubu Pardubice pro svahové létání s možností létání nejen kluzáků, ale malých motorových sportovních letadel se dvěma vzletovými dráhami. V areálu  letiště se nachází bar a soukromé muzeum letectví spojené s klubem R.A.F. station Czechoslovakia tzv. ,,Shelter club". Tento klub vlastní Richard Santus, vážený občan, který s Petrem Boldem a letadlem Morava L-200 dosáhli nejsevernějšího bodu zeměkoule a přelet nad všemi poledníky.